# Nawa (Hama)
Nawa (arab. ‏نوى‎) – wieś w Syrii, w muhafazie Hama. W 2004 roku liczyła 441 mieszkańców.